# Пасітея
Пасіте́я, Пасіфе́я (грец. Πασιθέα) — одна з харит. Дружина бога сну Гіпноса.
Стала дружиною Гіпноса, коли він виконав прохання Гери і приспав Зевса, щоб ахейці виграли бій у Троянській війні. Ця подія описана в чотирнадцятій пісні «Іліади» Гомера.

## Названі на честь
- Рід рослин родини асфоделові з єдиним видом Pasithea caerulea[en]
- Рід павуків Pasithea, надалі включений до та зведений до синонімії з родом павуків Peucetia[en] з родини Oxyopidae[en].[3]
- Метелик родини вогнівки-трав'янки зі Східної Африки Goniorhynchus pasithea[en][4]